# جرد داینز
جرد داینز (انگلیسی: Jared Dines; زاده ۶ اکتبر ۱۹۸۹) موسیقی‌دان، و تهیه‌کننده تلویزیونی اهل ایالات متحده آمریکا است. وی از سال ۲۰۱۰ میلادی تاکنون مشغول فعالیت بوده است. نخستین آلبوم مشترک او با هاوارد جونز در ۲۶ نوامبر ۲۰۲۱ منتشر شد.